# 오로라 페리노
오로라 로빈슨 페리노(영어: Aurora Robinson Perrineau, 1994년 9월 23일 ~ )는 미국의 배우이다. 배우 해럴드 페리노와 모델 브리트니 페리노 사이에서 태어난 딸로 《젬 앤 더 홀로그램》(2015)과 《이퀄스》(2015), 《패신저스》(2016)에 출연한다.

## 작품 목록
- 《패신저스》(2016)
- 《트루스 오어 데어》(2018) - 지젤 역
- 《부!》(2019) - 모건 역